# Joseph G. Campbell
Joseph Graham Campbell (Cookstown, maggio 1830 – Londra, 2 gennaio 1891) è stato uno scacchista e compositore di scacchi irlandese naturalizzato britannico.

## Biografia
Si trasferì a circa vent'anni a Londra, dove frequentava spesso il circolo Kling's Chess and Coffee Rooms in New Oxford Street, fondato da Josef Kling. Nel "caffè di Kling" sostenne diverse sfide con alcuni dei più forti giocatori dell'epoca: Harrwitz, Brien, Wormald e Falkbeer, risultando sempre vincitore.
Nel 1860 disputò un match con Barnes sulle sette partite vinte, e quando il punteggio era di 6 a 1 a favore di Barnes riuscì a recuperare lo svantaggio vincendo il match per 7 a 6.
Nel 1861 giocò due partite amichevoli con Adolf Anderssen nella casa di Johann Löwenthal, vincendone una e pareggiando l'altra. Nel 1858, quando Morphy visitò l'Inghilterra, alcuni amici di Campbell cercarono di organizzare un match con il campione americano, ma per varie circostanze il match non ebbe mai luogo.
Joseph Campbell fu anche un valente problemista. Il problemista Frank Healey, suo contemporaneo, lo considerava un "compositore geniale, di rara profondità ed originalità" e "giocatore di grande talento, con la meritata reputazione di non essere secondo ad alcuno dei suoi contemporanei".
Compose circa 50 problemi in tre e più mosse. Secondo Giorgio Porreca, un grande cultore dei problemi, "alcuni suoi lavori erano in anticipo di almeno mezzo secolo sui suoi tempi".
Partecipò ai concorsi della rivista The Era (Londra 1856), del Manchester Chess Club  (1857) e della British Chess Problem Association (Londra 1862).
Nel concorso di Londra 1862, organizzato dalla British Chess Problem Society e abbinato al grande torneo di Londra dello stesso anno (vinto da Anderssen davanti a Paulsen, Owen, MacDonnell, Dubois e Steinitz), ogni partecipante doveva inviare sei problemi. Campbell risultò vincitore davanti a Konrad Bayer e Josef Plachutta e intascò il primo premio di 20 sterline. In seguito la giuria, presieduta da G.W. Medley, scoprì un errore in uno dei problemi di Campbell (un matto in 5 mosse) e lo squalificò dalla graduatoria, chiedendogli la restituzione della somma ricevuta. Campbell, in una lettera del 31 dicembre 1862, rifiutò di restituire il premio, adducendo motivi "di principio". Il comitato direttivo rimase per molto tempo incerto sul da farsi, ma alla fine, ritenendo di non poter vincere una eventuale causa legale, decise di non insistere per la restituzione del premio.
|   | a | b | c | d | e | f | g | h |   |
| 8 | d8 re del bianco · d7 alfiere del bianco · h7 cavallo del bianco · a6 cavallo del nero · d6 pedone del nero · e6 cavallo del bianco · f6 pedone del nero · c5 pedone del nero · d5 re del nero · f5 pedone del nero · c4 pedone del nero · d4 alfiere del nero · f4 alfiere del bianco · g4 pedone del nero · c3 cavallo del nero · g3 donna del bianco · c2 pedone del bianco · e1 torre del bianco | d8 re del bianco · d7 alfiere del bianco · h7 cavallo del bianco · a6 cavallo del nero · d6 pedone del nero · e6 cavallo del bianco · f6 pedone del nero · c5 pedone del nero · d5 re del nero · f5 pedone del nero · c4 pedone del nero · d4 alfiere del nero · f4 alfiere del bianco · g4 pedone del nero · c3 cavallo del nero · g3 donna del bianco · c2 pedone del bianco · e1 torre del bianco | d8 re del bianco · d7 alfiere del bianco · h7 cavallo del bianco · a6 cavallo del nero · d6 pedone del nero · e6 cavallo del bianco · f6 pedone del nero · c5 pedone del nero · d5 re del nero · f5 pedone del nero · c4 pedone del nero · d4 alfiere del nero · f4 alfiere del bianco · g4 pedone del nero · c3 cavallo del nero · g3 donna del bianco · c2 pedone del bianco · e1 torre del bianco | d8 re del bianco · d7 alfiere del bianco · h7 cavallo del bianco · a6 cavallo del nero · d6 pedone del nero · e6 cavallo del bianco · f6 pedone del nero · c5 pedone del nero · d5 re del nero · f5 pedone del nero · c4 pedone del nero · d4 alfiere del nero · f4 alfiere del bianco · g4 pedone del nero · c3 cavallo del nero · g3 donna del bianco · c2 pedone del bianco · e1 torre del bianco | d8 re del bianco · d7 alfiere del bianco · h7 cavallo del bianco · a6 cavallo del nero · d6 pedone del nero · e6 cavallo del bianco · f6 pedone del nero · c5 pedone del nero · d5 re del nero · f5 pedone del nero · c4 pedone del nero · d4 alfiere del nero · f4 alfiere del bianco · g4 pedone del nero · c3 cavallo del nero · g3 donna del bianco · c2 pedone del bianco · e1 torre del bianco | d8 re del bianco · d7 alfiere del bianco · h7 cavallo del bianco · a6 cavallo del nero · d6 pedone del nero · e6 cavallo del bianco · f6 pedone del nero · c5 pedone del nero · d5 re del nero · f5 pedone del nero · c4 pedone del nero · d4 alfiere del nero · f4 alfiere del bianco · g4 pedone del nero · c3 cavallo del nero · g3 donna del bianco · c2 pedone del bianco · e1 torre del bianco | d8 re del bianco · d7 alfiere del bianco · h7 cavallo del bianco · a6 cavallo del nero · d6 pedone del nero · e6 cavallo del bianco · f6 pedone del nero · c5 pedone del nero · d5 re del nero · f5 pedone del nero · c4 pedone del nero · d4 alfiere del nero · f4 alfiere del bianco · g4 pedone del nero · c3 cavallo del nero · g3 donna del bianco · c2 pedone del bianco · e1 torre del bianco | d8 re del bianco · d7 alfiere del bianco · h7 cavallo del bianco · a6 cavallo del nero · d6 pedone del nero · e6 cavallo del bianco · f6 pedone del nero · c5 pedone del nero · d5 re del nero · f5 pedone del nero · c4 pedone del nero · d4 alfiere del nero · f4 alfiere del bianco · g4 pedone del nero · c3 cavallo del nero · g3 donna del bianco · c2 pedone del bianco · e1 torre del bianco | 8 |
| 7 | d8 re del bianco · d7 alfiere del bianco · h7 cavallo del bianco · a6 cavallo del nero · d6 pedone del nero · e6 cavallo del bianco · f6 pedone del nero · c5 pedone del nero · d5 re del nero · f5 pedone del nero · c4 pedone del nero · d4 alfiere del nero · f4 alfiere del bianco · g4 pedone del nero · c3 cavallo del nero · g3 donna del bianco · c2 pedone del bianco · e1 torre del bianco | d8 re del bianco · d7 alfiere del bianco · h7 cavallo del bianco · a6 cavallo del nero · d6 pedone del nero · e6 cavallo del bianco · f6 pedone del nero · c5 pedone del nero · d5 re del nero · f5 pedone del nero · c4 pedone del nero · d4 alfiere del nero · f4 alfiere del bianco · g4 pedone del nero · c3 cavallo del nero · g3 donna del bianco · c2 pedone del bianco · e1 torre del bianco | d8 re del bianco · d7 alfiere del bianco · h7 cavallo del bianco · a6 cavallo del nero · d6 pedone del nero · e6 cavallo del bianco · f6 pedone del nero · c5 pedone del nero · d5 re del nero · f5 pedone del nero · c4 pedone del nero · d4 alfiere del nero · f4 alfiere del bianco · g4 pedone del nero · c3 cavallo del nero · g3 donna del bianco · c2 pedone del bianco · e1 torre del bianco | d8 re del bianco · d7 alfiere del bianco · h7 cavallo del bianco · a6 cavallo del nero · d6 pedone del nero · e6 cavallo del bianco · f6 pedone del nero · c5 pedone del nero · d5 re del nero · f5 pedone del nero · c4 pedone del nero · d4 alfiere del nero · f4 alfiere del bianco · g4 pedone del nero · c3 cavallo del nero · g3 donna del bianco · c2 pedone del bianco · e1 torre del bianco | d8 re del bianco · d7 alfiere del bianco · h7 cavallo del bianco · a6 cavallo del nero · d6 pedone del nero · e6 cavallo del bianco · f6 pedone del nero · c5 pedone del nero · d5 re del nero · f5 pedone del nero · c4 pedone del nero · d4 alfiere del nero · f4 alfiere del bianco · g4 pedone del nero · c3 cavallo del nero · g3 donna del bianco · c2 pedone del bianco · e1 torre del bianco | d8 re del bianco · d7 alfiere del bianco · h7 cavallo del bianco · a6 cavallo del nero · d6 pedone del nero · e6 cavallo del bianco · f6 pedone del nero · c5 pedone del nero · d5 re del nero · f5 pedone del nero · c4 pedone del nero · d4 alfiere del nero · f4 alfiere del bianco · g4 pedone del nero · c3 cavallo del nero · g3 donna del bianco · c2 pedone del bianco · e1 torre del bianco | d8 re del bianco · d7 alfiere del bianco · h7 cavallo del bianco · a6 cavallo del nero · d6 pedone del nero · e6 cavallo del bianco · f6 pedone del nero · c5 pedone del nero · d5 re del nero · f5 pedone del nero · c4 pedone del nero · d4 alfiere del nero · f4 alfiere del bianco · g4 pedone del nero · c3 cavallo del nero · g3 donna del bianco · c2 pedone del bianco · e1 torre del bianco | d8 re del bianco · d7 alfiere del bianco · h7 cavallo del bianco · a6 cavallo del nero · d6 pedone del nero · e6 cavallo del bianco · f6 pedone del nero · c5 pedone del nero · d5 re del nero · f5 pedone del nero · c4 pedone del nero · d4 alfiere del nero · f4 alfiere del bianco · g4 pedone del nero · c3 cavallo del nero · g3 donna del bianco · c2 pedone del bianco · e1 torre del bianco | 7 |
| 6 | d8 re del bianco · d7 alfiere del bianco · h7 cavallo del bianco · a6 cavallo del nero · d6 pedone del nero · e6 cavallo del bianco · f6 pedone del nero · c5 pedone del nero · d5 re del nero · f5 pedone del nero · c4 pedone del nero · d4 alfiere del nero · f4 alfiere del bianco · g4 pedone del nero · c3 cavallo del nero · g3 donna del bianco · c2 pedone del bianco · e1 torre del bianco | d8 re del bianco · d7 alfiere del bianco · h7 cavallo del bianco · a6 cavallo del nero · d6 pedone del nero · e6 cavallo del bianco · f6 pedone del nero · c5 pedone del nero · d5 re del nero · f5 pedone del nero · c4 pedone del nero · d4 alfiere del nero · f4 alfiere del bianco · g4 pedone del nero · c3 cavallo del nero · g3 donna del bianco · c2 pedone del bianco · e1 torre del bianco | d8 re del bianco · d7 alfiere del bianco · h7 cavallo del bianco · a6 cavallo del nero · d6 pedone del nero · e6 cavallo del bianco · f6 pedone del nero · c5 pedone del nero · d5 re del nero · f5 pedone del nero · c4 pedone del nero · d4 alfiere del nero · f4 alfiere del bianco · g4 pedone del nero · c3 cavallo del nero · g3 donna del bianco · c2 pedone del bianco · e1 torre del bianco | d8 re del bianco · d7 alfiere del bianco · h7 cavallo del bianco · a6 cavallo del nero · d6 pedone del nero · e6 cavallo del bianco · f6 pedone del nero · c5 pedone del nero · d5 re del nero · f5 pedone del nero · c4 pedone del nero · d4 alfiere del nero · f4 alfiere del bianco · g4 pedone del nero · c3 cavallo del nero · g3 donna del bianco · c2 pedone del bianco · e1 torre del bianco | d8 re del bianco · d7 alfiere del bianco · h7 cavallo del bianco · a6 cavallo del nero · d6 pedone del nero · e6 cavallo del bianco · f6 pedone del nero · c5 pedone del nero · d5 re del nero · f5 pedone del nero · c4 pedone del nero · d4 alfiere del nero · f4 alfiere del bianco · g4 pedone del nero · c3 cavallo del nero · g3 donna del bianco · c2 pedone del bianco · e1 torre del bianco | d8 re del bianco · d7 alfiere del bianco · h7 cavallo del bianco · a6 cavallo del nero · d6 pedone del nero · e6 cavallo del bianco · f6 pedone del nero · c5 pedone del nero · d5 re del nero · f5 pedone del nero · c4 pedone del nero · d4 alfiere del nero · f4 alfiere del bianco · g4 pedone del nero · c3 cavallo del nero · g3 donna del bianco · c2 pedone del bianco · e1 torre del bianco | d8 re del bianco · d7 alfiere del bianco · h7 cavallo del bianco · a6 cavallo del nero · d6 pedone del nero · e6 cavallo del bianco · f6 pedone del nero · c5 pedone del nero · d5 re del nero · f5 pedone del nero · c4 pedone del nero · d4 alfiere del nero · f4 alfiere del bianco · g4 pedone del nero · c3 cavallo del nero · g3 donna del bianco · c2 pedone del bianco · e1 torre del bianco | d8 re del bianco · d7 alfiere del bianco · h7 cavallo del bianco · a6 cavallo del nero · d6 pedone del nero · e6 cavallo del bianco · f6 pedone del nero · c5 pedone del nero · d5 re del nero · f5 pedone del nero · c4 pedone del nero · d4 alfiere del nero · f4 alfiere del bianco · g4 pedone del nero · c3 cavallo del nero · g3 donna del bianco · c2 pedone del bianco · e1 torre del bianco | 6 |
| 5 | d8 re del bianco · d7 alfiere del bianco · h7 cavallo del bianco · a6 cavallo del nero · d6 pedone del nero · e6 cavallo del bianco · f6 pedone del nero · c5 pedone del nero · d5 re del nero · f5 pedone del nero · c4 pedone del nero · d4 alfiere del nero · f4 alfiere del bianco · g4 pedone del nero · c3 cavallo del nero · g3 donna del bianco · c2 pedone del bianco · e1 torre del bianco | d8 re del bianco · d7 alfiere del bianco · h7 cavallo del bianco · a6 cavallo del nero · d6 pedone del nero · e6 cavallo del bianco · f6 pedone del nero · c5 pedone del nero · d5 re del nero · f5 pedone del nero · c4 pedone del nero · d4 alfiere del nero · f4 alfiere del bianco · g4 pedone del nero · c3 cavallo del nero · g3 donna del bianco · c2 pedone del bianco · e1 torre del bianco | d8 re del bianco · d7 alfiere del bianco · h7 cavallo del bianco · a6 cavallo del nero · d6 pedone del nero · e6 cavallo del bianco · f6 pedone del nero · c5 pedone del nero · d5 re del nero · f5 pedone del nero · c4 pedone del nero · d4 alfiere del nero · f4 alfiere del bianco · g4 pedone del nero · c3 cavallo del nero · g3 donna del bianco · c2 pedone del bianco · e1 torre del bianco | d8 re del bianco · d7 alfiere del bianco · h7 cavallo del bianco · a6 cavallo del nero · d6 pedone del nero · e6 cavallo del bianco · f6 pedone del nero · c5 pedone del nero · d5 re del nero · f5 pedone del nero · c4 pedone del nero · d4 alfiere del nero · f4 alfiere del bianco · g4 pedone del nero · c3 cavallo del nero · g3 donna del bianco · c2 pedone del bianco · e1 torre del bianco | d8 re del bianco · d7 alfiere del bianco · h7 cavallo del bianco · a6 cavallo del nero · d6 pedone del nero · e6 cavallo del bianco · f6 pedone del nero · c5 pedone del nero · d5 re del nero · f5 pedone del nero · c4 pedone del nero · d4 alfiere del nero · f4 alfiere del bianco · g4 pedone del nero · c3 cavallo del nero · g3 donna del bianco · c2 pedone del bianco · e1 torre del bianco | d8 re del bianco · d7 alfiere del bianco · h7 cavallo del bianco · a6 cavallo del nero · d6 pedone del nero · e6 cavallo del bianco · f6 pedone del nero · c5 pedone del nero · d5 re del nero · f5 pedone del nero · c4 pedone del nero · d4 alfiere del nero · f4 alfiere del bianco · g4 pedone del nero · c3 cavallo del nero · g3 donna del bianco · c2 pedone del bianco · e1 torre del bianco | d8 re del bianco · d7 alfiere del bianco · h7 cavallo del bianco · a6 cavallo del nero · d6 pedone del nero · e6 cavallo del bianco · f6 pedone del nero · c5 pedone del nero · d5 re del nero · f5 pedone del nero · c4 pedone del nero · d4 alfiere del nero · f4 alfiere del bianco · g4 pedone del nero · c3 cavallo del nero · g3 donna del bianco · c2 pedone del bianco · e1 torre del bianco | d8 re del bianco · d7 alfiere del bianco · h7 cavallo del bianco · a6 cavallo del nero · d6 pedone del nero · e6 cavallo del bianco · f6 pedone del nero · c5 pedone del nero · d5 re del nero · f5 pedone del nero · c4 pedone del nero · d4 alfiere del nero · f4 alfiere del bianco · g4 pedone del nero · c3 cavallo del nero · g3 donna del bianco · c2 pedone del bianco · e1 torre del bianco | 5 |
| 4 | d8 re del bianco · d7 alfiere del bianco · h7 cavallo del bianco · a6 cavallo del nero · d6 pedone del nero · e6 cavallo del bianco · f6 pedone del nero · c5 pedone del nero · d5 re del nero · f5 pedone del nero · c4 pedone del nero · d4 alfiere del nero · f4 alfiere del bianco · g4 pedone del nero · c3 cavallo del nero · g3 donna del bianco · c2 pedone del bianco · e1 torre del bianco | d8 re del bianco · d7 alfiere del bianco · h7 cavallo del bianco · a6 cavallo del nero · d6 pedone del nero · e6 cavallo del bianco · f6 pedone del nero · c5 pedone del nero · d5 re del nero · f5 pedone del nero · c4 pedone del nero · d4 alfiere del nero · f4 alfiere del bianco · g4 pedone del nero · c3 cavallo del nero · g3 donna del bianco · c2 pedone del bianco · e1 torre del bianco | d8 re del bianco · d7 alfiere del bianco · h7 cavallo del bianco · a6 cavallo del nero · d6 pedone del nero · e6 cavallo del bianco · f6 pedone del nero · c5 pedone del nero · d5 re del nero · f5 pedone del nero · c4 pedone del nero · d4 alfiere del nero · f4 alfiere del bianco · g4 pedone del nero · c3 cavallo del nero · g3 donna del bianco · c2 pedone del bianco · e1 torre del bianco | d8 re del bianco · d7 alfiere del bianco · h7 cavallo del bianco · a6 cavallo del nero · d6 pedone del nero · e6 cavallo del bianco · f6 pedone del nero · c5 pedone del nero · d5 re del nero · f5 pedone del nero · c4 pedone del nero · d4 alfiere del nero · f4 alfiere del bianco · g4 pedone del nero · c3 cavallo del nero · g3 donna del bianco · c2 pedone del bianco · e1 torre del bianco | d8 re del bianco · d7 alfiere del bianco · h7 cavallo del bianco · a6 cavallo del nero · d6 pedone del nero · e6 cavallo del bianco · f6 pedone del nero · c5 pedone del nero · d5 re del nero · f5 pedone del nero · c4 pedone del nero · d4 alfiere del nero · f4 alfiere del bianco · g4 pedone del nero · c3 cavallo del nero · g3 donna del bianco · c2 pedone del bianco · e1 torre del bianco | d8 re del bianco · d7 alfiere del bianco · h7 cavallo del bianco · a6 cavallo del nero · d6 pedone del nero · e6 cavallo del bianco · f6 pedone del nero · c5 pedone del nero · d5 re del nero · f5 pedone del nero · c4 pedone del nero · d4 alfiere del nero · f4 alfiere del bianco · g4 pedone del nero · c3 cavallo del nero · g3 donna del bianco · c2 pedone del bianco · e1 torre del bianco | d8 re del bianco · d7 alfiere del bianco · h7 cavallo del bianco · a6 cavallo del nero · d6 pedone del nero · e6 cavallo del bianco · f6 pedone del nero · c5 pedone del nero · d5 re del nero · f5 pedone del nero · c4 pedone del nero · d4 alfiere del nero · f4 alfiere del bianco · g4 pedone del nero · c3 cavallo del nero · g3 donna del bianco · c2 pedone del bianco · e1 torre del bianco | d8 re del bianco · d7 alfiere del bianco · h7 cavallo del bianco · a6 cavallo del nero · d6 pedone del nero · e6 cavallo del bianco · f6 pedone del nero · c5 pedone del nero · d5 re del nero · f5 pedone del nero · c4 pedone del nero · d4 alfiere del nero · f4 alfiere del bianco · g4 pedone del nero · c3 cavallo del nero · g3 donna del bianco · c2 pedone del bianco · e1 torre del bianco | 4 |
| 3 | d8 re del bianco · d7 alfiere del bianco · h7 cavallo del bianco · a6 cavallo del nero · d6 pedone del nero · e6 cavallo del bianco · f6 pedone del nero · c5 pedone del nero · d5 re del nero · f5 pedone del nero · c4 pedone del nero · d4 alfiere del nero · f4 alfiere del bianco · g4 pedone del nero · c3 cavallo del nero · g3 donna del bianco · c2 pedone del bianco · e1 torre del bianco | d8 re del bianco · d7 alfiere del bianco · h7 cavallo del bianco · a6 cavallo del nero · d6 pedone del nero · e6 cavallo del bianco · f6 pedone del nero · c5 pedone del nero · d5 re del nero · f5 pedone del nero · c4 pedone del nero · d4 alfiere del nero · f4 alfiere del bianco · g4 pedone del nero · c3 cavallo del nero · g3 donna del bianco · c2 pedone del bianco · e1 torre del bianco | d8 re del bianco · d7 alfiere del bianco · h7 cavallo del bianco · a6 cavallo del nero · d6 pedone del nero · e6 cavallo del bianco · f6 pedone del nero · c5 pedone del nero · d5 re del nero · f5 pedone del nero · c4 pedone del nero · d4 alfiere del nero · f4 alfiere del bianco · g4 pedone del nero · c3 cavallo del nero · g3 donna del bianco · c2 pedone del bianco · e1 torre del bianco | d8 re del bianco · d7 alfiere del bianco · h7 cavallo del bianco · a6 cavallo del nero · d6 pedone del nero · e6 cavallo del bianco · f6 pedone del nero · c5 pedone del nero · d5 re del nero · f5 pedone del nero · c4 pedone del nero · d4 alfiere del nero · f4 alfiere del bianco · g4 pedone del nero · c3 cavallo del nero · g3 donna del bianco · c2 pedone del bianco · e1 torre del bianco | d8 re del bianco · d7 alfiere del bianco · h7 cavallo del bianco · a6 cavallo del nero · d6 pedone del nero · e6 cavallo del bianco · f6 pedone del nero · c5 pedone del nero · d5 re del nero · f5 pedone del nero · c4 pedone del nero · d4 alfiere del nero · f4 alfiere del bianco · g4 pedone del nero · c3 cavallo del nero · g3 donna del bianco · c2 pedone del bianco · e1 torre del bianco | d8 re del bianco · d7 alfiere del bianco · h7 cavallo del bianco · a6 cavallo del nero · d6 pedone del nero · e6 cavallo del bianco · f6 pedone del nero · c5 pedone del nero · d5 re del nero · f5 pedone del nero · c4 pedone del nero · d4 alfiere del nero · f4 alfiere del bianco · g4 pedone del nero · c3 cavallo del nero · g3 donna del bianco · c2 pedone del bianco · e1 torre del bianco | d8 re del bianco · d7 alfiere del bianco · h7 cavallo del bianco · a6 cavallo del nero · d6 pedone del nero · e6 cavallo del bianco · f6 pedone del nero · c5 pedone del nero · d5 re del nero · f5 pedone del nero · c4 pedone del nero · d4 alfiere del nero · f4 alfiere del bianco · g4 pedone del nero · c3 cavallo del nero · g3 donna del bianco · c2 pedone del bianco · e1 torre del bianco | d8 re del bianco · d7 alfiere del bianco · h7 cavallo del bianco · a6 cavallo del nero · d6 pedone del nero · e6 cavallo del bianco · f6 pedone del nero · c5 pedone del nero · d5 re del nero · f5 pedone del nero · c4 pedone del nero · d4 alfiere del nero · f4 alfiere del bianco · g4 pedone del nero · c3 cavallo del nero · g3 donna del bianco · c2 pedone del bianco · e1 torre del bianco | 3 |
| 2 | d8 re del bianco · d7 alfiere del bianco · h7 cavallo del bianco · a6 cavallo del nero · d6 pedone del nero · e6 cavallo del bianco · f6 pedone del nero · c5 pedone del nero · d5 re del nero · f5 pedone del nero · c4 pedone del nero · d4 alfiere del nero · f4 alfiere del bianco · g4 pedone del nero · c3 cavallo del nero · g3 donna del bianco · c2 pedone del bianco · e1 torre del bianco | d8 re del bianco · d7 alfiere del bianco · h7 cavallo del bianco · a6 cavallo del nero · d6 pedone del nero · e6 cavallo del bianco · f6 pedone del nero · c5 pedone del nero · d5 re del nero · f5 pedone del nero · c4 pedone del nero · d4 alfiere del nero · f4 alfiere del bianco · g4 pedone del nero · c3 cavallo del nero · g3 donna del bianco · c2 pedone del bianco · e1 torre del bianco | d8 re del bianco · d7 alfiere del bianco · h7 cavallo del bianco · a6 cavallo del nero · d6 pedone del nero · e6 cavallo del bianco · f6 pedone del nero · c5 pedone del nero · d5 re del nero · f5 pedone del nero · c4 pedone del nero · d4 alfiere del nero · f4 alfiere del bianco · g4 pedone del nero · c3 cavallo del nero · g3 donna del bianco · c2 pedone del bianco · e1 torre del bianco | d8 re del bianco · d7 alfiere del bianco · h7 cavallo del bianco · a6 cavallo del nero · d6 pedone del nero · e6 cavallo del bianco · f6 pedone del nero · c5 pedone del nero · d5 re del nero · f5 pedone del nero · c4 pedone del nero · d4 alfiere del nero · f4 alfiere del bianco · g4 pedone del nero · c3 cavallo del nero · g3 donna del bianco · c2 pedone del bianco · e1 torre del bianco | d8 re del bianco · d7 alfiere del bianco · h7 cavallo del bianco · a6 cavallo del nero · d6 pedone del nero · e6 cavallo del bianco · f6 pedone del nero · c5 pedone del nero · d5 re del nero · f5 pedone del nero · c4 pedone del nero · d4 alfiere del nero · f4 alfiere del bianco · g4 pedone del nero · c3 cavallo del nero · g3 donna del bianco · c2 pedone del bianco · e1 torre del bianco | d8 re del bianco · d7 alfiere del bianco · h7 cavallo del bianco · a6 cavallo del nero · d6 pedone del nero · e6 cavallo del bianco · f6 pedone del nero · c5 pedone del nero · d5 re del nero · f5 pedone del nero · c4 pedone del nero · d4 alfiere del nero · f4 alfiere del bianco · g4 pedone del nero · c3 cavallo del nero · g3 donna del bianco · c2 pedone del bianco · e1 torre del bianco | d8 re del bianco · d7 alfiere del bianco · h7 cavallo del bianco · a6 cavallo del nero · d6 pedone del nero · e6 cavallo del bianco · f6 pedone del nero · c5 pedone del nero · d5 re del nero · f5 pedone del nero · c4 pedone del nero · d4 alfiere del nero · f4 alfiere del bianco · g4 pedone del nero · c3 cavallo del nero · g3 donna del bianco · c2 pedone del bianco · e1 torre del bianco | d8 re del bianco · d7 alfiere del bianco · h7 cavallo del bianco · a6 cavallo del nero · d6 pedone del nero · e6 cavallo del bianco · f6 pedone del nero · c5 pedone del nero · d5 re del nero · f5 pedone del nero · c4 pedone del nero · d4 alfiere del nero · f4 alfiere del bianco · g4 pedone del nero · c3 cavallo del nero · g3 donna del bianco · c2 pedone del bianco · e1 torre del bianco | 2 |
| 1 | d8 re del bianco · d7 alfiere del bianco · h7 cavallo del bianco · a6 cavallo del nero · d6 pedone del nero · e6 cavallo del bianco · f6 pedone del nero · c5 pedone del nero · d5 re del nero · f5 pedone del nero · c4 pedone del nero · d4 alfiere del nero · f4 alfiere del bianco · g4 pedone del nero · c3 cavallo del nero · g3 donna del bianco · c2 pedone del bianco · e1 torre del bianco | d8 re del bianco · d7 alfiere del bianco · h7 cavallo del bianco · a6 cavallo del nero · d6 pedone del nero · e6 cavallo del bianco · f6 pedone del nero · c5 pedone del nero · d5 re del nero · f5 pedone del nero · c4 pedone del nero · d4 alfiere del nero · f4 alfiere del bianco · g4 pedone del nero · c3 cavallo del nero · g3 donna del bianco · c2 pedone del bianco · e1 torre del bianco | d8 re del bianco · d7 alfiere del bianco · h7 cavallo del bianco · a6 cavallo del nero · d6 pedone del nero · e6 cavallo del bianco · f6 pedone del nero · c5 pedone del nero · d5 re del nero · f5 pedone del nero · c4 pedone del nero · d4 alfiere del nero · f4 alfiere del bianco · g4 pedone del nero · c3 cavallo del nero · g3 donna del bianco · c2 pedone del bianco · e1 torre del bianco | d8 re del bianco · d7 alfiere del bianco · h7 cavallo del bianco · a6 cavallo del nero · d6 pedone del nero · e6 cavallo del bianco · f6 pedone del nero · c5 pedone del nero · d5 re del nero · f5 pedone del nero · c4 pedone del nero · d4 alfiere del nero · f4 alfiere del bianco · g4 pedone del nero · c3 cavallo del nero · g3 donna del bianco · c2 pedone del bianco · e1 torre del bianco | d8 re del bianco · d7 alfiere del bianco · h7 cavallo del bianco · a6 cavallo del nero · d6 pedone del nero · e6 cavallo del bianco · f6 pedone del nero · c5 pedone del nero · d5 re del nero · f5 pedone del nero · c4 pedone del nero · d4 alfiere del nero · f4 alfiere del bianco · g4 pedone del nero · c3 cavallo del nero · g3 donna del bianco · c2 pedone del bianco · e1 torre del bianco | d8 re del bianco · d7 alfiere del bianco · h7 cavallo del bianco · a6 cavallo del nero · d6 pedone del nero · e6 cavallo del bianco · f6 pedone del nero · c5 pedone del nero · d5 re del nero · f5 pedone del nero · c4 pedone del nero · d4 alfiere del nero · f4 alfiere del bianco · g4 pedone del nero · c3 cavallo del nero · g3 donna del bianco · c2 pedone del bianco · e1 torre del bianco | d8 re del bianco · d7 alfiere del bianco · h7 cavallo del bianco · a6 cavallo del nero · d6 pedone del nero · e6 cavallo del bianco · f6 pedone del nero · c5 pedone del nero · d5 re del nero · f5 pedone del nero · c4 pedone del nero · d4 alfiere del nero · f4 alfiere del bianco · g4 pedone del nero · c3 cavallo del nero · g3 donna del bianco · c2 pedone del bianco · e1 torre del bianco | d8 re del bianco · d7 alfiere del bianco · h7 cavallo del bianco · a6 cavallo del nero · d6 pedone del nero · e6 cavallo del bianco · f6 pedone del nero · c5 pedone del nero · d5 re del nero · f5 pedone del nero · c4 pedone del nero · d4 alfiere del nero · f4 alfiere del bianco · g4 pedone del nero · c3 cavallo del nero · g3 donna del bianco · c2 pedone del bianco · e1 torre del bianco | 1 |
|   | a | b | c | d | e | f | g | h |   |

Soluzione:
1. Tc1 !  (zugzwang)

1... Cce4  2. Db3!!  (min. 3. Db7#)

 2... cxb3  3. c4#
1... Ae5 2. Td1+! Cxd1 3. Dg2#

|   | a | b | c | d | e | f | g | h |   |
| 8 | b8 re del bianco · d8 alfiere del bianco · a7 pedone del nero · d7 alfiere del nero · f7 torre del bianco · a6 re del nero · b6 pedone del nero · d6 pedone del bianco · e6 pedone del nero · a5 cavallo del nero · e5 pedone del nero · h5 alfiere del bianco · d4 pedone del nero · e4 cavallo del bianco · a3 donna del bianco · d3 pedone del bianco · a2 pedone del bianco · c2 cavallo del bianco | b8 re del bianco · d8 alfiere del bianco · a7 pedone del nero · d7 alfiere del nero · f7 torre del bianco · a6 re del nero · b6 pedone del nero · d6 pedone del bianco · e6 pedone del nero · a5 cavallo del nero · e5 pedone del nero · h5 alfiere del bianco · d4 pedone del nero · e4 cavallo del bianco · a3 donna del bianco · d3 pedone del bianco · a2 pedone del bianco · c2 cavallo del bianco | b8 re del bianco · d8 alfiere del bianco · a7 pedone del nero · d7 alfiere del nero · f7 torre del bianco · a6 re del nero · b6 pedone del nero · d6 pedone del bianco · e6 pedone del nero · a5 cavallo del nero · e5 pedone del nero · h5 alfiere del bianco · d4 pedone del nero · e4 cavallo del bianco · a3 donna del bianco · d3 pedone del bianco · a2 pedone del bianco · c2 cavallo del bianco | b8 re del bianco · d8 alfiere del bianco · a7 pedone del nero · d7 alfiere del nero · f7 torre del bianco · a6 re del nero · b6 pedone del nero · d6 pedone del bianco · e6 pedone del nero · a5 cavallo del nero · e5 pedone del nero · h5 alfiere del bianco · d4 pedone del nero · e4 cavallo del bianco · a3 donna del bianco · d3 pedone del bianco · a2 pedone del bianco · c2 cavallo del bianco | b8 re del bianco · d8 alfiere del bianco · a7 pedone del nero · d7 alfiere del nero · f7 torre del bianco · a6 re del nero · b6 pedone del nero · d6 pedone del bianco · e6 pedone del nero · a5 cavallo del nero · e5 pedone del nero · h5 alfiere del bianco · d4 pedone del nero · e4 cavallo del bianco · a3 donna del bianco · d3 pedone del bianco · a2 pedone del bianco · c2 cavallo del bianco | b8 re del bianco · d8 alfiere del bianco · a7 pedone del nero · d7 alfiere del nero · f7 torre del bianco · a6 re del nero · b6 pedone del nero · d6 pedone del bianco · e6 pedone del nero · a5 cavallo del nero · e5 pedone del nero · h5 alfiere del bianco · d4 pedone del nero · e4 cavallo del bianco · a3 donna del bianco · d3 pedone del bianco · a2 pedone del bianco · c2 cavallo del bianco | b8 re del bianco · d8 alfiere del bianco · a7 pedone del nero · d7 alfiere del nero · f7 torre del bianco · a6 re del nero · b6 pedone del nero · d6 pedone del bianco · e6 pedone del nero · a5 cavallo del nero · e5 pedone del nero · h5 alfiere del bianco · d4 pedone del nero · e4 cavallo del bianco · a3 donna del bianco · d3 pedone del bianco · a2 pedone del bianco · c2 cavallo del bianco | b8 re del bianco · d8 alfiere del bianco · a7 pedone del nero · d7 alfiere del nero · f7 torre del bianco · a6 re del nero · b6 pedone del nero · d6 pedone del bianco · e6 pedone del nero · a5 cavallo del nero · e5 pedone del nero · h5 alfiere del bianco · d4 pedone del nero · e4 cavallo del bianco · a3 donna del bianco · d3 pedone del bianco · a2 pedone del bianco · c2 cavallo del bianco | 8 |
| 7 | b8 re del bianco · d8 alfiere del bianco · a7 pedone del nero · d7 alfiere del nero · f7 torre del bianco · a6 re del nero · b6 pedone del nero · d6 pedone del bianco · e6 pedone del nero · a5 cavallo del nero · e5 pedone del nero · h5 alfiere del bianco · d4 pedone del nero · e4 cavallo del bianco · a3 donna del bianco · d3 pedone del bianco · a2 pedone del bianco · c2 cavallo del bianco | b8 re del bianco · d8 alfiere del bianco · a7 pedone del nero · d7 alfiere del nero · f7 torre del bianco · a6 re del nero · b6 pedone del nero · d6 pedone del bianco · e6 pedone del nero · a5 cavallo del nero · e5 pedone del nero · h5 alfiere del bianco · d4 pedone del nero · e4 cavallo del bianco · a3 donna del bianco · d3 pedone del bianco · a2 pedone del bianco · c2 cavallo del bianco | b8 re del bianco · d8 alfiere del bianco · a7 pedone del nero · d7 alfiere del nero · f7 torre del bianco · a6 re del nero · b6 pedone del nero · d6 pedone del bianco · e6 pedone del nero · a5 cavallo del nero · e5 pedone del nero · h5 alfiere del bianco · d4 pedone del nero · e4 cavallo del bianco · a3 donna del bianco · d3 pedone del bianco · a2 pedone del bianco · c2 cavallo del bianco | b8 re del bianco · d8 alfiere del bianco · a7 pedone del nero · d7 alfiere del nero · f7 torre del bianco · a6 re del nero · b6 pedone del nero · d6 pedone del bianco · e6 pedone del nero · a5 cavallo del nero · e5 pedone del nero · h5 alfiere del bianco · d4 pedone del nero · e4 cavallo del bianco · a3 donna del bianco · d3 pedone del bianco · a2 pedone del bianco · c2 cavallo del bianco | b8 re del bianco · d8 alfiere del bianco · a7 pedone del nero · d7 alfiere del nero · f7 torre del bianco · a6 re del nero · b6 pedone del nero · d6 pedone del bianco · e6 pedone del nero · a5 cavallo del nero · e5 pedone del nero · h5 alfiere del bianco · d4 pedone del nero · e4 cavallo del bianco · a3 donna del bianco · d3 pedone del bianco · a2 pedone del bianco · c2 cavallo del bianco | b8 re del bianco · d8 alfiere del bianco · a7 pedone del nero · d7 alfiere del nero · f7 torre del bianco · a6 re del nero · b6 pedone del nero · d6 pedone del bianco · e6 pedone del nero · a5 cavallo del nero · e5 pedone del nero · h5 alfiere del bianco · d4 pedone del nero · e4 cavallo del bianco · a3 donna del bianco · d3 pedone del bianco · a2 pedone del bianco · c2 cavallo del bianco | b8 re del bianco · d8 alfiere del bianco · a7 pedone del nero · d7 alfiere del nero · f7 torre del bianco · a6 re del nero · b6 pedone del nero · d6 pedone del bianco · e6 pedone del nero · a5 cavallo del nero · e5 pedone del nero · h5 alfiere del bianco · d4 pedone del nero · e4 cavallo del bianco · a3 donna del bianco · d3 pedone del bianco · a2 pedone del bianco · c2 cavallo del bianco | b8 re del bianco · d8 alfiere del bianco · a7 pedone del nero · d7 alfiere del nero · f7 torre del bianco · a6 re del nero · b6 pedone del nero · d6 pedone del bianco · e6 pedone del nero · a5 cavallo del nero · e5 pedone del nero · h5 alfiere del bianco · d4 pedone del nero · e4 cavallo del bianco · a3 donna del bianco · d3 pedone del bianco · a2 pedone del bianco · c2 cavallo del bianco | 7 |
| 6 | b8 re del bianco · d8 alfiere del bianco · a7 pedone del nero · d7 alfiere del nero · f7 torre del bianco · a6 re del nero · b6 pedone del nero · d6 pedone del bianco · e6 pedone del nero · a5 cavallo del nero · e5 pedone del nero · h5 alfiere del bianco · d4 pedone del nero · e4 cavallo del bianco · a3 donna del bianco · d3 pedone del bianco · a2 pedone del bianco · c2 cavallo del bianco | b8 re del bianco · d8 alfiere del bianco · a7 pedone del nero · d7 alfiere del nero · f7 torre del bianco · a6 re del nero · b6 pedone del nero · d6 pedone del bianco · e6 pedone del nero · a5 cavallo del nero · e5 pedone del nero · h5 alfiere del bianco · d4 pedone del nero · e4 cavallo del bianco · a3 donna del bianco · d3 pedone del bianco · a2 pedone del bianco · c2 cavallo del bianco | b8 re del bianco · d8 alfiere del bianco · a7 pedone del nero · d7 alfiere del nero · f7 torre del bianco · a6 re del nero · b6 pedone del nero · d6 pedone del bianco · e6 pedone del nero · a5 cavallo del nero · e5 pedone del nero · h5 alfiere del bianco · d4 pedone del nero · e4 cavallo del bianco · a3 donna del bianco · d3 pedone del bianco · a2 pedone del bianco · c2 cavallo del bianco | b8 re del bianco · d8 alfiere del bianco · a7 pedone del nero · d7 alfiere del nero · f7 torre del bianco · a6 re del nero · b6 pedone del nero · d6 pedone del bianco · e6 pedone del nero · a5 cavallo del nero · e5 pedone del nero · h5 alfiere del bianco · d4 pedone del nero · e4 cavallo del bianco · a3 donna del bianco · d3 pedone del bianco · a2 pedone del bianco · c2 cavallo del bianco | b8 re del bianco · d8 alfiere del bianco · a7 pedone del nero · d7 alfiere del nero · f7 torre del bianco · a6 re del nero · b6 pedone del nero · d6 pedone del bianco · e6 pedone del nero · a5 cavallo del nero · e5 pedone del nero · h5 alfiere del bianco · d4 pedone del nero · e4 cavallo del bianco · a3 donna del bianco · d3 pedone del bianco · a2 pedone del bianco · c2 cavallo del bianco | b8 re del bianco · d8 alfiere del bianco · a7 pedone del nero · d7 alfiere del nero · f7 torre del bianco · a6 re del nero · b6 pedone del nero · d6 pedone del bianco · e6 pedone del nero · a5 cavallo del nero · e5 pedone del nero · h5 alfiere del bianco · d4 pedone del nero · e4 cavallo del bianco · a3 donna del bianco · d3 pedone del bianco · a2 pedone del bianco · c2 cavallo del bianco | b8 re del bianco · d8 alfiere del bianco · a7 pedone del nero · d7 alfiere del nero · f7 torre del bianco · a6 re del nero · b6 pedone del nero · d6 pedone del bianco · e6 pedone del nero · a5 cavallo del nero · e5 pedone del nero · h5 alfiere del bianco · d4 pedone del nero · e4 cavallo del bianco · a3 donna del bianco · d3 pedone del bianco · a2 pedone del bianco · c2 cavallo del bianco | b8 re del bianco · d8 alfiere del bianco · a7 pedone del nero · d7 alfiere del nero · f7 torre del bianco · a6 re del nero · b6 pedone del nero · d6 pedone del bianco · e6 pedone del nero · a5 cavallo del nero · e5 pedone del nero · h5 alfiere del bianco · d4 pedone del nero · e4 cavallo del bianco · a3 donna del bianco · d3 pedone del bianco · a2 pedone del bianco · c2 cavallo del bianco | 6 |
| 5 | b8 re del bianco · d8 alfiere del bianco · a7 pedone del nero · d7 alfiere del nero · f7 torre del bianco · a6 re del nero · b6 pedone del nero · d6 pedone del bianco · e6 pedone del nero · a5 cavallo del nero · e5 pedone del nero · h5 alfiere del bianco · d4 pedone del nero · e4 cavallo del bianco · a3 donna del bianco · d3 pedone del bianco · a2 pedone del bianco · c2 cavallo del bianco | b8 re del bianco · d8 alfiere del bianco · a7 pedone del nero · d7 alfiere del nero · f7 torre del bianco · a6 re del nero · b6 pedone del nero · d6 pedone del bianco · e6 pedone del nero · a5 cavallo del nero · e5 pedone del nero · h5 alfiere del bianco · d4 pedone del nero · e4 cavallo del bianco · a3 donna del bianco · d3 pedone del bianco · a2 pedone del bianco · c2 cavallo del bianco | b8 re del bianco · d8 alfiere del bianco · a7 pedone del nero · d7 alfiere del nero · f7 torre del bianco · a6 re del nero · b6 pedone del nero · d6 pedone del bianco · e6 pedone del nero · a5 cavallo del nero · e5 pedone del nero · h5 alfiere del bianco · d4 pedone del nero · e4 cavallo del bianco · a3 donna del bianco · d3 pedone del bianco · a2 pedone del bianco · c2 cavallo del bianco | b8 re del bianco · d8 alfiere del bianco · a7 pedone del nero · d7 alfiere del nero · f7 torre del bianco · a6 re del nero · b6 pedone del nero · d6 pedone del bianco · e6 pedone del nero · a5 cavallo del nero · e5 pedone del nero · h5 alfiere del bianco · d4 pedone del nero · e4 cavallo del bianco · a3 donna del bianco · d3 pedone del bianco · a2 pedone del bianco · c2 cavallo del bianco | b8 re del bianco · d8 alfiere del bianco · a7 pedone del nero · d7 alfiere del nero · f7 torre del bianco · a6 re del nero · b6 pedone del nero · d6 pedone del bianco · e6 pedone del nero · a5 cavallo del nero · e5 pedone del nero · h5 alfiere del bianco · d4 pedone del nero · e4 cavallo del bianco · a3 donna del bianco · d3 pedone del bianco · a2 pedone del bianco · c2 cavallo del bianco | b8 re del bianco · d8 alfiere del bianco · a7 pedone del nero · d7 alfiere del nero · f7 torre del bianco · a6 re del nero · b6 pedone del nero · d6 pedone del bianco · e6 pedone del nero · a5 cavallo del nero · e5 pedone del nero · h5 alfiere del bianco · d4 pedone del nero · e4 cavallo del bianco · a3 donna del bianco · d3 pedone del bianco · a2 pedone del bianco · c2 cavallo del bianco | b8 re del bianco · d8 alfiere del bianco · a7 pedone del nero · d7 alfiere del nero · f7 torre del bianco · a6 re del nero · b6 pedone del nero · d6 pedone del bianco · e6 pedone del nero · a5 cavallo del nero · e5 pedone del nero · h5 alfiere del bianco · d4 pedone del nero · e4 cavallo del bianco · a3 donna del bianco · d3 pedone del bianco · a2 pedone del bianco · c2 cavallo del bianco | b8 re del bianco · d8 alfiere del bianco · a7 pedone del nero · d7 alfiere del nero · f7 torre del bianco · a6 re del nero · b6 pedone del nero · d6 pedone del bianco · e6 pedone del nero · a5 cavallo del nero · e5 pedone del nero · h5 alfiere del bianco · d4 pedone del nero · e4 cavallo del bianco · a3 donna del bianco · d3 pedone del bianco · a2 pedone del bianco · c2 cavallo del bianco | 5 |
| 4 | b8 re del bianco · d8 alfiere del bianco · a7 pedone del nero · d7 alfiere del nero · f7 torre del bianco · a6 re del nero · b6 pedone del nero · d6 pedone del bianco · e6 pedone del nero · a5 cavallo del nero · e5 pedone del nero · h5 alfiere del bianco · d4 pedone del nero · e4 cavallo del bianco · a3 donna del bianco · d3 pedone del bianco · a2 pedone del bianco · c2 cavallo del bianco | b8 re del bianco · d8 alfiere del bianco · a7 pedone del nero · d7 alfiere del nero · f7 torre del bianco · a6 re del nero · b6 pedone del nero · d6 pedone del bianco · e6 pedone del nero · a5 cavallo del nero · e5 pedone del nero · h5 alfiere del bianco · d4 pedone del nero · e4 cavallo del bianco · a3 donna del bianco · d3 pedone del bianco · a2 pedone del bianco · c2 cavallo del bianco | b8 re del bianco · d8 alfiere del bianco · a7 pedone del nero · d7 alfiere del nero · f7 torre del bianco · a6 re del nero · b6 pedone del nero · d6 pedone del bianco · e6 pedone del nero · a5 cavallo del nero · e5 pedone del nero · h5 alfiere del bianco · d4 pedone del nero · e4 cavallo del bianco · a3 donna del bianco · d3 pedone del bianco · a2 pedone del bianco · c2 cavallo del bianco | b8 re del bianco · d8 alfiere del bianco · a7 pedone del nero · d7 alfiere del nero · f7 torre del bianco · a6 re del nero · b6 pedone del nero · d6 pedone del bianco · e6 pedone del nero · a5 cavallo del nero · e5 pedone del nero · h5 alfiere del bianco · d4 pedone del nero · e4 cavallo del bianco · a3 donna del bianco · d3 pedone del bianco · a2 pedone del bianco · c2 cavallo del bianco | b8 re del bianco · d8 alfiere del bianco · a7 pedone del nero · d7 alfiere del nero · f7 torre del bianco · a6 re del nero · b6 pedone del nero · d6 pedone del bianco · e6 pedone del nero · a5 cavallo del nero · e5 pedone del nero · h5 alfiere del bianco · d4 pedone del nero · e4 cavallo del bianco · a3 donna del bianco · d3 pedone del bianco · a2 pedone del bianco · c2 cavallo del bianco | b8 re del bianco · d8 alfiere del bianco · a7 pedone del nero · d7 alfiere del nero · f7 torre del bianco · a6 re del nero · b6 pedone del nero · d6 pedone del bianco · e6 pedone del nero · a5 cavallo del nero · e5 pedone del nero · h5 alfiere del bianco · d4 pedone del nero · e4 cavallo del bianco · a3 donna del bianco · d3 pedone del bianco · a2 pedone del bianco · c2 cavallo del bianco | b8 re del bianco · d8 alfiere del bianco · a7 pedone del nero · d7 alfiere del nero · f7 torre del bianco · a6 re del nero · b6 pedone del nero · d6 pedone del bianco · e6 pedone del nero · a5 cavallo del nero · e5 pedone del nero · h5 alfiere del bianco · d4 pedone del nero · e4 cavallo del bianco · a3 donna del bianco · d3 pedone del bianco · a2 pedone del bianco · c2 cavallo del bianco | b8 re del bianco · d8 alfiere del bianco · a7 pedone del nero · d7 alfiere del nero · f7 torre del bianco · a6 re del nero · b6 pedone del nero · d6 pedone del bianco · e6 pedone del nero · a5 cavallo del nero · e5 pedone del nero · h5 alfiere del bianco · d4 pedone del nero · e4 cavallo del bianco · a3 donna del bianco · d3 pedone del bianco · a2 pedone del bianco · c2 cavallo del bianco | 4 |
| 3 | b8 re del bianco · d8 alfiere del bianco · a7 pedone del nero · d7 alfiere del nero · f7 torre del bianco · a6 re del nero · b6 pedone del nero · d6 pedone del bianco · e6 pedone del nero · a5 cavallo del nero · e5 pedone del nero · h5 alfiere del bianco · d4 pedone del nero · e4 cavallo del bianco · a3 donna del bianco · d3 pedone del bianco · a2 pedone del bianco · c2 cavallo del bianco | b8 re del bianco · d8 alfiere del bianco · a7 pedone del nero · d7 alfiere del nero · f7 torre del bianco · a6 re del nero · b6 pedone del nero · d6 pedone del bianco · e6 pedone del nero · a5 cavallo del nero · e5 pedone del nero · h5 alfiere del bianco · d4 pedone del nero · e4 cavallo del bianco · a3 donna del bianco · d3 pedone del bianco · a2 pedone del bianco · c2 cavallo del bianco | b8 re del bianco · d8 alfiere del bianco · a7 pedone del nero · d7 alfiere del nero · f7 torre del bianco · a6 re del nero · b6 pedone del nero · d6 pedone del bianco · e6 pedone del nero · a5 cavallo del nero · e5 pedone del nero · h5 alfiere del bianco · d4 pedone del nero · e4 cavallo del bianco · a3 donna del bianco · d3 pedone del bianco · a2 pedone del bianco · c2 cavallo del bianco | b8 re del bianco · d8 alfiere del bianco · a7 pedone del nero · d7 alfiere del nero · f7 torre del bianco · a6 re del nero · b6 pedone del nero · d6 pedone del bianco · e6 pedone del nero · a5 cavallo del nero · e5 pedone del nero · h5 alfiere del bianco · d4 pedone del nero · e4 cavallo del bianco · a3 donna del bianco · d3 pedone del bianco · a2 pedone del bianco · c2 cavallo del bianco | b8 re del bianco · d8 alfiere del bianco · a7 pedone del nero · d7 alfiere del nero · f7 torre del bianco · a6 re del nero · b6 pedone del nero · d6 pedone del bianco · e6 pedone del nero · a5 cavallo del nero · e5 pedone del nero · h5 alfiere del bianco · d4 pedone del nero · e4 cavallo del bianco · a3 donna del bianco · d3 pedone del bianco · a2 pedone del bianco · c2 cavallo del bianco | b8 re del bianco · d8 alfiere del bianco · a7 pedone del nero · d7 alfiere del nero · f7 torre del bianco · a6 re del nero · b6 pedone del nero · d6 pedone del bianco · e6 pedone del nero · a5 cavallo del nero · e5 pedone del nero · h5 alfiere del bianco · d4 pedone del nero · e4 cavallo del bianco · a3 donna del bianco · d3 pedone del bianco · a2 pedone del bianco · c2 cavallo del bianco | b8 re del bianco · d8 alfiere del bianco · a7 pedone del nero · d7 alfiere del nero · f7 torre del bianco · a6 re del nero · b6 pedone del nero · d6 pedone del bianco · e6 pedone del nero · a5 cavallo del nero · e5 pedone del nero · h5 alfiere del bianco · d4 pedone del nero · e4 cavallo del bianco · a3 donna del bianco · d3 pedone del bianco · a2 pedone del bianco · c2 cavallo del bianco | b8 re del bianco · d8 alfiere del bianco · a7 pedone del nero · d7 alfiere del nero · f7 torre del bianco · a6 re del nero · b6 pedone del nero · d6 pedone del bianco · e6 pedone del nero · a5 cavallo del nero · e5 pedone del nero · h5 alfiere del bianco · d4 pedone del nero · e4 cavallo del bianco · a3 donna del bianco · d3 pedone del bianco · a2 pedone del bianco · c2 cavallo del bianco | 3 |
| 2 | b8 re del bianco · d8 alfiere del bianco · a7 pedone del nero · d7 alfiere del nero · f7 torre del bianco · a6 re del nero · b6 pedone del nero · d6 pedone del bianco · e6 pedone del nero · a5 cavallo del nero · e5 pedone del nero · h5 alfiere del bianco · d4 pedone del nero · e4 cavallo del bianco · a3 donna del bianco · d3 pedone del bianco · a2 pedone del bianco · c2 cavallo del bianco | b8 re del bianco · d8 alfiere del bianco · a7 pedone del nero · d7 alfiere del nero · f7 torre del bianco · a6 re del nero · b6 pedone del nero · d6 pedone del bianco · e6 pedone del nero · a5 cavallo del nero · e5 pedone del nero · h5 alfiere del bianco · d4 pedone del nero · e4 cavallo del bianco · a3 donna del bianco · d3 pedone del bianco · a2 pedone del bianco · c2 cavallo del bianco | b8 re del bianco · d8 alfiere del bianco · a7 pedone del nero · d7 alfiere del nero · f7 torre del bianco · a6 re del nero · b6 pedone del nero · d6 pedone del bianco · e6 pedone del nero · a5 cavallo del nero · e5 pedone del nero · h5 alfiere del bianco · d4 pedone del nero · e4 cavallo del bianco · a3 donna del bianco · d3 pedone del bianco · a2 pedone del bianco · c2 cavallo del bianco | b8 re del bianco · d8 alfiere del bianco · a7 pedone del nero · d7 alfiere del nero · f7 torre del bianco · a6 re del nero · b6 pedone del nero · d6 pedone del bianco · e6 pedone del nero · a5 cavallo del nero · e5 pedone del nero · h5 alfiere del bianco · d4 pedone del nero · e4 cavallo del bianco · a3 donna del bianco · d3 pedone del bianco · a2 pedone del bianco · c2 cavallo del bianco | b8 re del bianco · d8 alfiere del bianco · a7 pedone del nero · d7 alfiere del nero · f7 torre del bianco · a6 re del nero · b6 pedone del nero · d6 pedone del bianco · e6 pedone del nero · a5 cavallo del nero · e5 pedone del nero · h5 alfiere del bianco · d4 pedone del nero · e4 cavallo del bianco · a3 donna del bianco · d3 pedone del bianco · a2 pedone del bianco · c2 cavallo del bianco | b8 re del bianco · d8 alfiere del bianco · a7 pedone del nero · d7 alfiere del nero · f7 torre del bianco · a6 re del nero · b6 pedone del nero · d6 pedone del bianco · e6 pedone del nero · a5 cavallo del nero · e5 pedone del nero · h5 alfiere del bianco · d4 pedone del nero · e4 cavallo del bianco · a3 donna del bianco · d3 pedone del bianco · a2 pedone del bianco · c2 cavallo del bianco | b8 re del bianco · d8 alfiere del bianco · a7 pedone del nero · d7 alfiere del nero · f7 torre del bianco · a6 re del nero · b6 pedone del nero · d6 pedone del bianco · e6 pedone del nero · a5 cavallo del nero · e5 pedone del nero · h5 alfiere del bianco · d4 pedone del nero · e4 cavallo del bianco · a3 donna del bianco · d3 pedone del bianco · a2 pedone del bianco · c2 cavallo del bianco | b8 re del bianco · d8 alfiere del bianco · a7 pedone del nero · d7 alfiere del nero · f7 torre del bianco · a6 re del nero · b6 pedone del nero · d6 pedone del bianco · e6 pedone del nero · a5 cavallo del nero · e5 pedone del nero · h5 alfiere del bianco · d4 pedone del nero · e4 cavallo del bianco · a3 donna del bianco · d3 pedone del bianco · a2 pedone del bianco · c2 cavallo del bianco | 2 |
| 1 | b8 re del bianco · d8 alfiere del bianco · a7 pedone del nero · d7 alfiere del nero · f7 torre del bianco · a6 re del nero · b6 pedone del nero · d6 pedone del bianco · e6 pedone del nero · a5 cavallo del nero · e5 pedone del nero · h5 alfiere del bianco · d4 pedone del nero · e4 cavallo del bianco · a3 donna del bianco · d3 pedone del bianco · a2 pedone del bianco · c2 cavallo del bianco | b8 re del bianco · d8 alfiere del bianco · a7 pedone del nero · d7 alfiere del nero · f7 torre del bianco · a6 re del nero · b6 pedone del nero · d6 pedone del bianco · e6 pedone del nero · a5 cavallo del nero · e5 pedone del nero · h5 alfiere del bianco · d4 pedone del nero · e4 cavallo del bianco · a3 donna del bianco · d3 pedone del bianco · a2 pedone del bianco · c2 cavallo del bianco | b8 re del bianco · d8 alfiere del bianco · a7 pedone del nero · d7 alfiere del nero · f7 torre del bianco · a6 re del nero · b6 pedone del nero · d6 pedone del bianco · e6 pedone del nero · a5 cavallo del nero · e5 pedone del nero · h5 alfiere del bianco · d4 pedone del nero · e4 cavallo del bianco · a3 donna del bianco · d3 pedone del bianco · a2 pedone del bianco · c2 cavallo del bianco | b8 re del bianco · d8 alfiere del bianco · a7 pedone del nero · d7 alfiere del nero · f7 torre del bianco · a6 re del nero · b6 pedone del nero · d6 pedone del bianco · e6 pedone del nero · a5 cavallo del nero · e5 pedone del nero · h5 alfiere del bianco · d4 pedone del nero · e4 cavallo del bianco · a3 donna del bianco · d3 pedone del bianco · a2 pedone del bianco · c2 cavallo del bianco | b8 re del bianco · d8 alfiere del bianco · a7 pedone del nero · d7 alfiere del nero · f7 torre del bianco · a6 re del nero · b6 pedone del nero · d6 pedone del bianco · e6 pedone del nero · a5 cavallo del nero · e5 pedone del nero · h5 alfiere del bianco · d4 pedone del nero · e4 cavallo del bianco · a3 donna del bianco · d3 pedone del bianco · a2 pedone del bianco · c2 cavallo del bianco | b8 re del bianco · d8 alfiere del bianco · a7 pedone del nero · d7 alfiere del nero · f7 torre del bianco · a6 re del nero · b6 pedone del nero · d6 pedone del bianco · e6 pedone del nero · a5 cavallo del nero · e5 pedone del nero · h5 alfiere del bianco · d4 pedone del nero · e4 cavallo del bianco · a3 donna del bianco · d3 pedone del bianco · a2 pedone del bianco · c2 cavallo del bianco | b8 re del bianco · d8 alfiere del bianco · a7 pedone del nero · d7 alfiere del nero · f7 torre del bianco · a6 re del nero · b6 pedone del nero · d6 pedone del bianco · e6 pedone del nero · a5 cavallo del nero · e5 pedone del nero · h5 alfiere del bianco · d4 pedone del nero · e4 cavallo del bianco · a3 donna del bianco · d3 pedone del bianco · a2 pedone del bianco · c2 cavallo del bianco | b8 re del bianco · d8 alfiere del bianco · a7 pedone del nero · d7 alfiere del nero · f7 torre del bianco · a6 re del nero · b6 pedone del nero · d6 pedone del bianco · e6 pedone del nero · a5 cavallo del nero · e5 pedone del nero · h5 alfiere del bianco · d4 pedone del nero · e4 cavallo del bianco · a3 donna del bianco · d3 pedone del bianco · a2 pedone del bianco · c2 cavallo del bianco | 1 |
|   | a | b | c | d | e | f | g | h |   |

Soluzione:
1. Tf4 !  (zugzwang)

1... exf4 2. Cc5+ Rb5 3. Cxd4#